# Birk (Bad Weißenstadt)

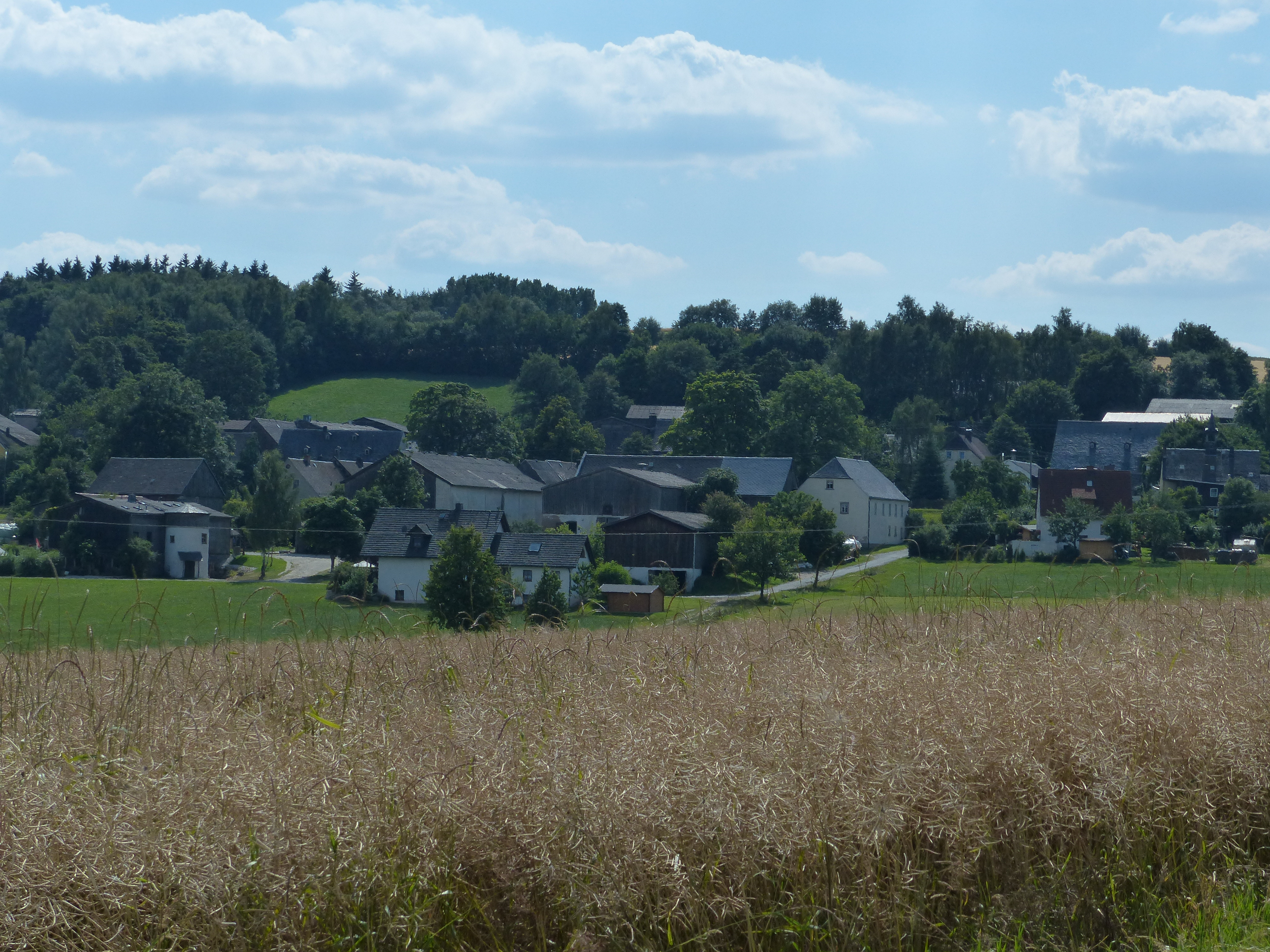
Ortsansicht

Birk ist ein Gemeindeteil der Stadt Bad Weißenstadt im oberfränkischen Landkreis Wunsiedel im Fichtelgebirge in Bayern.

## Lage
Das Dorf Birk liegt östlich der Kreisstadt WUN 7 zwischen Weißenstadt und Meierhof. Es wurde mehrmals im Wettbewerb Unser Dorf soll schöner werden ausgezeichnet, ein Gedenkstein befindet sich auf dem Dorfanger. Das Dorf ist Ausgangsort für Wanderungen ins Zeitelmoos. Östlich des Dorfes liegt die Anhöhe Berg.

## Geschichte
Erste urkundliche Erwähnung als „Pirckh“ war im Jahr 1346, als Familienmitglieder der von Hirschberg gegenüber dem Kloster Waldsassen auf ihre Anrechte am Rudolfstein und an den zugehörigen Dörfern verzichteten. Der Abt Franz Kübel verkaufte im Folgejahr das Gebiet an die Burggrafen von Nürnberg. Nach dem Landbuch der Sechsämter von 1499 bestand Birk aus vier ganzen und acht halben Höfen und einer Herberge. 1634 lag das Dorf durch Drangsale des Dreißigjährigen Krieges öde. Der Wiederaufbau erfolgte 1650, 1676 gab es bereits wieder acht Höfe, 1787 wurde ein Haus mit Schank-Gerechtigkeit genannt. Von 1818 bis zur Gebietsreform gehörte das Dorf zur politischen Gemeinde Franken. Durch Birk verlief die alte Straße von Wunsiedel nach Weißenstadt, die 1805 als Poststraße aufgestuft wurde. 1830 wurde die Straße über Röslau verlegt. 1860 bekam Birk ein Dorfschulhaus, das der einklassigen Schule bis 1970 diente.

## Karten
- Topografische Karte des Bayerischen Landesvermessungsamtes 1:25.000, Nr. 5837 und 5937
- Fritsch Wanderkarte Naturpark Fichtelgebirge 1:50.000, 17. Auflage